# Arca zebra
Arca zebra – gatunek morskiego, osiadłego małża z rodziny arkowatych (Arcidae).
Muszla długości od 5 do 10 cm, kształtu prostokątnego, pudełkowatego, koloru żółtawobiałego z nieregularnym podbarwieniem brązowoczerwonym. Występuje w płytkich wodach przytwierdzony bisiorem do podłoża skalnego. Gatunek rozdzielnopłciowy, bez zaznaczonych różnic płciowych w budowie muszli. Odżywia się planktonem.
Występuje w Ameryce Północnej od Karoliny Północnej po Bermudy. Na Bermudach jest zbierana  w celach kulinarnych.